# هاجارد
هاجارد (بالإنجليزية: Haggard)‏ هي فرقة موسيقية ألمانية متخصصة في موسيقى الميتال السيمفوني.

## روابط خارجية
- هاجارد على موقع ميوزك برينز (الإنجليزية)
- هاجارد على موقع أول ميوزيك (الإنجليزية)
- هاجارد على موقع ديسكوغز (الإنجليزية)